# Warsaw Cup by Heros 1997
Warsaw Cup by Heros 1997 — жіночий тенісний турнір, що проходив на відкритих кортах з ґрунтовим покриттям Legia Tennis Centre у Варшаві (Польща). Належав до турнірів 3-ї категорії в рамках Туру WTA 1997. Відбувсь утретє і тривав з 21 до 27 липня 1997 року. Перша сіяна Барбара Паулюс здобула титул в одиночному розряді.

## Фінальна частина

### Одиночний розряд
Барбара Паулюс —  Генрієта Надьова 6–4, 6–4
- Для Паулюс це був єдиний титул за сезон і 7-й — за кар'єру.

### Парний розряд
Руксандра Драгомір /  Інес Горрочатегі —  Майке Бабель /  Кетрін Берклей 6–4, 6–0
- Для Драгомір це був 3-й титул за сезон і 8-й — за кар'єру. Для Горрочатегі це був єдиний титул за сезон і 7-й — за кар'єру.